# ОШ „Доситеј Обрадовић” Враново
ОШ „Доситеј Обрадовић” Враново, насељеном месту на територији града Смедерево, основана је 1871. године.
Школа је почела са радом у врло скромним условима, само у једној учионици и једним трособним станом за учитеља. Први учитељ се звао Радован Пантелић и он је истовремено подучавао ученике од првог до четвртог разреда, лепом читању и писању, сабирању и одузимању, земљопису и историји, цртању и певању и другим знањима и вештинама. 
После иницијативе учитеља Миодрага Вулетића, који се заложио 1928. године код просветних власти да се изгради нова школска зграда, она се градило од 1932. до 1939. године. Након Другог светског рата, тачније 1951. године, школа у Вранову је постала осморазредна школа. 